# Albumy numer jeden w roku 2014 (Japonia)
Notowanie Weekly Album Chart (jap. 週間アルバムランキング Shūkan Arubamu Chāto) przedstawia najlepiej sprzedające się albumy w Japonii. Publikowane jest ono przez magazyn Oricon Style, a dane skompletowane zostały przez Oricon w oparciu o cotygodniowe wyniki sprzedaży fizycznej albumów. Poniżej znajdują się tabele prezentujące najpopularniejsze albumy w danych tygodniach w roku 2014.

## Oricon Weekly Album Chart
| Data            | Album                                                                                      | Wykonawca                         | Źródło |
| --------------- | ------------------------------------------------------------------------------------------ | --------------------------------- | ------ |
| 6 stycznia      | THE BEST/BLUE IMPACT                                                                       | Sandaime J Soul Brothers          | [ 1 ]  |
| 13 stycznia     | THE BEST/BLUE IMPACT                                                                       | Sandaime J Soul Brothers          | [ 2 ]  |
| 20 stycznia     | THE BEST/BLUE IMPACT                                                                       | Sandaime J Soul Brothers          | [ 3 ]  |
| 27 stycznia     | THE BEST/BLUE IMPACT                                                                       | Sandaime J Soul Brothers          | [ 4 ]  |
| 3 lutego        | Tsugi no ashiato (jap. 次の足跡)                                                           | AKB48                             | [ 5 ]  |
| 10 lutego       | GENESIS OF 2PM                                                                             | 2PM                               | [ 6 ]  |
| 17 lutego       | THE II AGE                                                                                 | The Second from Exile             | [ 7 ]  |
| 24 lutego       | shamanippon -Roi no chinoi- (jap. shamanippon -ロイノチノイ-)                              | Tsuyoshi Dōmoto                   | [ 8 ]  |
| 3 marca         | Sexy Second                                                                                | Sexy Zone                         | [ 9 ]  |
| 10 marca        | Bon Voyage                                                                                 | Kumi Kōda                         | [ 10 ] |
| 17 marca        | TREE                                                                                       | Tōhōshinki                        | [ 11 ] |
| 24 marca        | RAY                                                                                        | Bump of Chicken                   | [ 12 ] |
| 31 marca        | COLORFUL POP                                                                               | E-girls                           | [ 13 ] |
| 7 kwietnia      | HIT! HIT! HIT!                                                                             | Kis-My-Ft2                        | [ 14 ] |
| 14 kwietnia     | HUMAN                                                                                      | Masaharu Fukuyama                 | [ 15 ] |
| 21 kwietnia     | HUMAN                                                                                      | Masaharu Fukuyama                 | [ 16 ] |
| 28 kwietnia     | SUPERNAL LIBERTY                                                                           | Nana Mizuki                       | [ 17 ] |
| 5 maja          | already                                                                                    | Not yet                           | [ 18 ] |
| 12 maja         | Anna to yuki no joō Original Soundtrack (jap. アナと雪の女王 オリジナル・サウンドトラック) | Różni artyści (ścieżka dźwiękowa) | [ 19 ] |
| 19 maja         | Anna to yuki no joō Original Soundtrack (jap. アナと雪の女王 オリジナル・サウンドトラック) | Różni artyści (ścieżka dźwiękowa) | [ 20 ] |
| 26 maja         | Anna to yuki no joō Original Soundtrack (jap. アナと雪の女王 オリジナル・サウンドトラック) | Różni artyści (ścieżka dźwiękowa) | [ 21 ] |
| 2 czerwca       | Singing Bird                                                                               | Kōshi Inaba                       | [ 22 ] |
| 9 czerwca       | Awa no yō na aidatta (jap. 泡のような愛だった)                                             | Aiko                              | [ 23 ] |
| 16 czerwca      | Ballada                                                                                    | Namie Amuro                       | [ 24 ] |
| 23 czerwca      | Ballada                                                                                    | Namie Amuro                       | [ 25 ] |
| 30 czerwca      | smart                                                                                      | Hey! Say! JUMP                    | [ 26 ] |
| 7 lipca         | come Here                                                                                  | KAT-TUN                           | [ 27 ] |
| 14 lipca        | Kis-My-Journey                                                                             | Kis-My-Ft2                        | [ 28 ] |
| 21 lipca        | Pika Pika Fantajin (jap. ピカピカふぁんたじん)                                             | Kyary Pamyu Pamyu                 | [ 29 ] |
| 28 lipca        | HEART                                                                                      | Tokio                             | [ 30 ] |
| 4 sierpnia      | THE BEST                                                                                   | Girls’ Generation                 | [ 31 ] |
| 11 sierpnia     | THE BEST                                                                                   | Girls’ Generation                 | [ 32 ] |
| 18 sierpnia     | go WEST Yōi Don! (jap. go WEST よーいドン!)                                                | Johnny’s West                     | [ 33 ] |
| 25 sierpnia     | Sekai no chūshin wa Ōsaka ya ~Namba jichiku~ (jap. 世界の中心は大阪や 〜なんば自治区〜)    | NMB48                             | [ 34 ] |
| 1 września      | ATTACK25                                                                                   | Dreams Come True                  | [ 35 ] |
| 8 września      | EXILE TRIBE REVOLUTION                                                                     | Exile Tribe                       | [ 36 ] |
| 15 września     | Mr.S                                                                                       | SMAP                              | [ 37 ] |
| 22 września     | TRAD                                                                                       | Mariya Takeuchi                   | [ 38 ] |
| 29 września     | TRAD                                                                                       | Mariya Takeuchi                   | [ 39 ] |
| 6 października  | I'm Your Boy                                                                               | SHINee                            | [ 40 ] |
| 13 października | GOLD SYMPHONY                                                                              | AAA                               | [ 41 ] |
| 20 października | YOU                                                                                        | Tomohisa Yamashita                | [ 42 ] |
| 27 października | .5: The Gray Chapter (jap. .5:ザ・グレイ・チャプター)                                      | Slipknot                          | [ 43 ] |
| 3 listopada     | THE DIGITALIAN                                                                             | Arashi                            | [ 44 ] |
| 10 listopada    | Delight (jap. でぃらいと)                                                                  | D-LITE from BIGBANG               | [ 45 ] |
| 17 listopada    | Kanjanism (jap. 関ジャニズム)                                                              | Kanjani ∞                         | [ 46 ] |
| 24 listopada    | with LOVE                                                                                  | Kana Nishino                      | [ 47 ] |
| 1 grudnia       | Four (jap. フォー)                                                                         | One Direction                     | [ 48 ] |
| 8 grudnia       | THE BEST OF BIGBANG 2006-2014                                                              | Big Bang                          | [ 49 ] |
| 15 grudnia      | Love Ballade                                                                               | Exile Atsushi                     | [ 50 ] |
| 22 grudnia      | M album                                                                                    | KinKi Kids                        | [ 51 ] |
| 29 grudnia      | WITH                                                                                       | Tōhōshinki                        | [ 52 ] |